# William Lower
William Lower  (vers 1570 – 12 avril 1615), est un astronome anglais, siégeant à la Chambre des communes et ami du mathématicien Thomas Harriot.
Fils aîné d'un gentilhomme de Cornouailles, William Lower a fréquenté l'Université d'Oxford avant de poursuivre des études de droit. Mais en 1591, il est expulsé de l'école de droit du Middle Temple après avoir suivi un monôme d'étudiants et l'année suivante, il est poursuivi pour infamie devant la terrible Chambre étoilée. 
Ces débuts prometteurs ne l'empêchent pas, néanmoins, de réunir sur lui des suffrages : élu au Parlement à Bodmin puis à Lostwithiel, il pénètre en 1604, dans le cercle fermé des amis du 3e comte d'Essex. Mieux, en février 1605 il épouse Penelope Perrot, de la maison des Saint Clair, Baronets du pays de Galles, l'une des belles-filles du 9e comte de Northumberland, Henri Percy.
Or, en novembre 1605 le comte Henry Percy, soupçonné de complicité dans la conspiration des poudres, l'entraîne dans sa chute. Torturé, les doigts brûlés, William Lower se retire après ce coup dans la solitude de ses terres du Carmarthenshire (en réalité celles de son épouse).
De ses terres, il entretient une correspondance nourrie avec Thomas Harriot, qu'il a rencontré dans le cercle des savants du comte Percy. Sur ses conseils, William Lower s'initie à l'algèbre puis aux lois de la réfraction de la lumière.
En 1607, fasciné par l'astronomie, il travaille avec John Protheroe sur la première lunette de fabrication britannique et réalise ainsi l'une des premières observations de la comète de Halley. 
En juin 1610 William Lower reçoit d'Harriot un résumé du fameux livre de Galilée publié en mars de la même année, le célèbre Nuncius Sidereus qui révèle l'existence des satellites de Jupiter. Il observe lui-même certains des satellites de Jupiter avec Harriot. Absorbé dans ces recherches, il oublie d'assister à la première session parlementaire de 1610. 
En 1611, il reprend les calculs de Kepler relatifs à l'orbite de Mars et devient  un précieux assistant pour Harriot mais sa mort, en avril 1615, interrompt leur fructueuse collaboration.

## Anecdotes
William Lower, l'auteur de The Lady with the Monkey est son neveu.
Harriot possède son cratère sur la face cachée de la Lune, mais William Lower n'en possède pas.

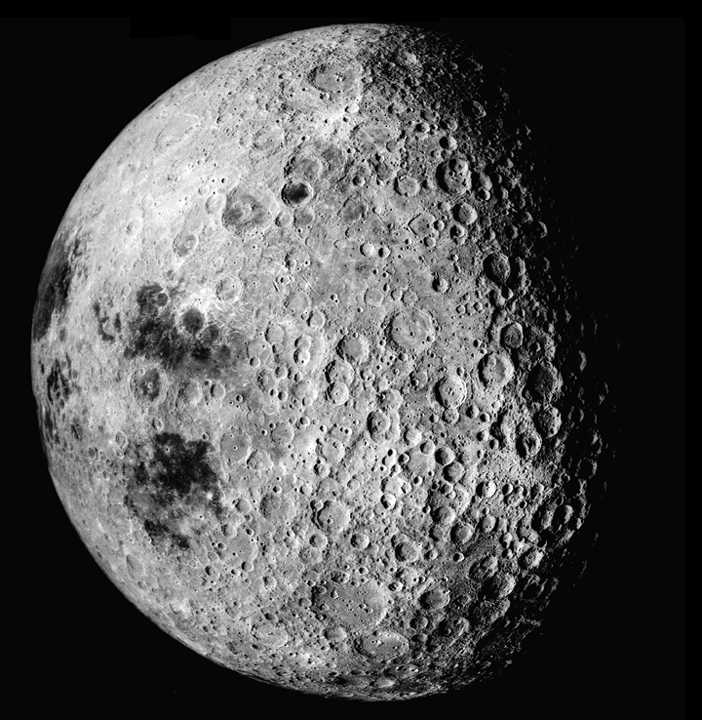
La face cachée de la lune

## Sources
- (en) William Lower sur Questia.com.
- (en)  James Orchard Halliwell, William Lower, Thomas Harriot : Lettres dans A collection of letters illustrative of the progress of science in England.
- Matthias Schemmel : Harriot, le Galilée anglais page 21.
- The History of the Telescope  sur Lewis Learning